# 马蒂亚斯·马谢罗
马蒂亚斯·马谢罗（Matías Nicolás Masiero Balas，1988年1月15日—），是乌拉圭职业足球运动员，司职中场。

## 职业生涯
马谢罗在乌拉圭国内球队西班牙中央开始职业足球生涯，2008年1月转会加盟意甲球会热那亚，之后曾被短暂租借至意乙比萨队锻炼。3月1日，马谢罗在热那亚1比3不敌佛罗伦萨的联赛中打进职业生涯首个意甲进球。
虽然身披球队10号球衣，但马谢罗在热那亚队内依然无法保持足够的出场时间。2009年他被租借回到乌拉圭联赛贝拉维斯特，并在当年赛季离开热那亚，转会加盟智利联赛球队西班牙联盟。
2011年1月，马谢罗租借加盟中国球队杭州绿城一年。但是马谢罗只是为杭州绿城在中超出场2次，同年7月马谢罗与杭州绿城提前解约。